# New Brunswick Route 95
Die New Brunswick Route 95 ist ein Highway in der kanadischen Provinz New Brunswick. Er verbindet die Stadt Woodstock mit dem US-amerikanischen Interstate 95 und ist Bestandteil des National Highway Systems, dort dient die Route als Core-Route.
Die Route beginnt an der Grenze zwischen Kanada und den Vereinigten Staaten östlich der Stadt Houlton und dient als Verlängerung des Interstate 95 bzw. des U.S. Highway 2. Sie führt in östlicher Richtung nach Woodstock, westlich von der Stadt mündet sie in die Route 2, diese Einmündung dient gleichzeitig als Ausfahrt aus dem Freeway nach Woodstock.